# R.E. Ginna Clean Energy Center

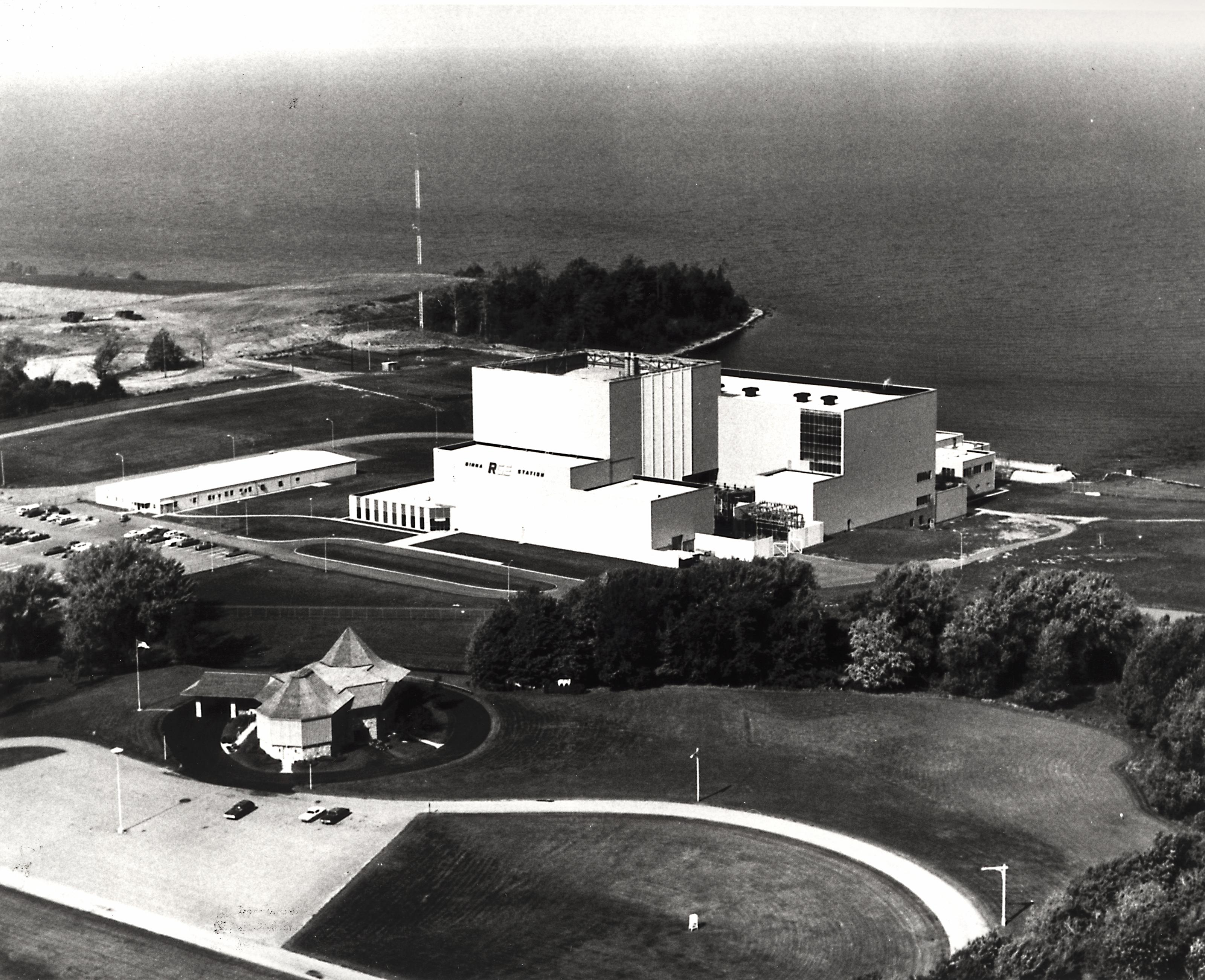
R.E. Ginna Clean Energy Center på mitten av 1970-talet.

R.E. Ginna Clean Energy Center är ett kärnkraftverk med en kärnreaktor som kan producera maximalt 576 megawatt (MW) elektricitet, vilket motsvarar elektricitet för fler än 425 000 bostäder. Kärnkraftsanläggningen ligger på ett 172 hektar (426 acre) stort område i Ontario, New York i USA. R.E. Ginna ägs till 100% av Constellation Energy.
Kärnkraftverkets reaktor kom i drift den 1 juni 1970.